# Chandrasekhara Raman
Sir Chandrasekhara Venkata Raman FRS (en tàmil: சந்திரசேகர வெங்கடராமன்) (Tiruchirappal·li, Índia, 1888 - Bangalore, 1970) fou un físic i professor universitari indi guardonat el 1930 amb el Premi Nobel de Física.

## Biografia
Nascut el 7 de novembre de 1888 a la ciutat de Tiruchirappal·li, ciutat de l'estat indi de Tamil Nadu. De ben jove, es traslladà a la ciutat de Visakhapatnam, a l'estat d'Andhra Pradesh. Va completar la seva llincenciatura i doctorat en física i anglès al Presidency College de Madras l'any 1907. Posteriorment, va obtenir una plaça en els serveis civils indis com a assistent del supervisor general a la ciutat de Calcuta.
Entre 1917 i 1933, fou professor de física de la càtedra Palit a la Universitat de Calcuta, i fou allà on inicià els seus treballs en el camp de l'òptica. El 1919, va ser nomenat secretari honorari de l'Associació Índia per al Progrés de les Ciències. El 1929, va ser fet cavaller per part del rei Jordi V del Regne Unit
Entre 1933 i 1937 va ser director de l'Institut Indi de les Ciències de Bangalore, perdent la posició per la polèmica que es va crear per les acusacions que centrava les investigacions de l'Institut en la Física, el seu camp.
Des de 1949 va fundar, i va formar part del consell directiu, de l'Institut Raman d'Investigació. Oncle del també Premi Nobel Subrahmanyan Chandrasekhar, Raman morí el 21 de novembre de 1970 a la ciutat de Bangalore.

## Recerca científica
Inicialment, les seves investigacions es van dirigir cap a l'estudi de les vibracions i a problemes d'acústica, però vers el 1920 va iniciar els seus treballs sobre òptica, començant a investigar sobre la difracció de la llum i la dels raigs X.
El 1928 descobrí l'anomenat efecte Raman, que va tenir lloc en irradiar un líquid transparent o un vapor amb una llum monocromàtica i estudiar l'espectre de la llum difusa, en el qual s'observaven variacions de freqüència, segons les prediccions teòriques formulades l'any 1923 per A. G. S. Smekal.
El 1930, fou guardonat amb el Premi Nobel de Física pels seus treballs al voltant de la llum, i la formulació de l'efecte Raman.
El 1957, fou guardonat amb el Premi Lenin de la Pau entre els pobles.

## Polèmiques

### El Premi Nobel

#### Descobriment independent
El 1928, Grigory Landsberg i Leonid Mandelstam a la Universitat Estatal de Moscou van descobrir de manera independent l'efecte Raman. Van publicar les seves troballes al número de juliol de Naturwissenschaften i van presentar les seves troballes al Sisè Congrés de l'Associació Russa de Físics celebrat a Saratov entre el 5 i el 16 d'agost. El 1930, van ser nominats per al Premi Nobel al costat de Raman. Segons el Comitè Nobel, però: (1) els russos no van arribar a una interpretació independent del seu descobriment quan van citar l'article de Raman; (2) van observar l'efecte només en cristalls, mentre que Raman i Krishnan ho van observar en sòlids, líquids i gasos i, per tant, van demostrar la naturalesa universal de l'efecte; (3) els problemes relatius a la intensitat de les línies Raman i infrarojes en els espectres s'havien explicat durant l'any anterior; (4) el mètode Raman s'havia aplicat amb gran èxit en diferents camps de la física molecular; i (5) l'efecte Raman havia ajudat eficaçment a comprovar les propietats de simetria de les molècules i, per tant, els problemes relacionats amb l'espin nuclear en la física atòmica.
El Comitè Nobel va proposar només el nom de Raman a la Reial Acadèmia Sueca de Ciències per al Premi Nobel. Més tard va aparèixer l'evidència que els russos havien descobert el fenomen abans, una setmana abans del descobriment de Raman i Krishnan. Segons la carta de Mandelstam (a Orest Khvolson), el rus havia observat la línia espectral el 21 de febrer de 1928.

#### El paper de Krishnan
Krishnan no va ser nominat per al Premi Nobel tot i que va ser el principal investigador en el descobriment de l'efecte Raman. Va ser ell sol el primer que va notar la nova dispersió. Krishnan va ser coautor de tots els articles científics sobre el descobriment el 1928 excepte dos. Ell sol va escriure tots els estudis de seguiment. El mateix Krishnan mai es va proclamar digne del premi. Però Raman va admetre més tard que Krishnan va ser el co-descobridor. Tanmateix, es va mantenir obertament antagònic cap a Krishnan, que aquest últim va descriure com la tragèdia més gran de la meva vida. Després de la mort de Krishnan, Raman va dir a un corresponsal de The Times of India: «Krishnan va ser el més gran xarlatà que he conegut, i durant tota la seva vida es va disfressar amb la capa del descobriment d'un altre home».

### La polèmica Raman-Born
Durant l'octubre de 1933 al març de 1934, Max Born va ser contractat per l'IISc com a Lector de Física Teòrica després de la invitació de Raman a principis de 1933. Born en aquell moment era un refugiat de l'Alemanya nazi i treballava temporalment al St John's College de Cambridge. Des de principis del segle xx, Born havia desenvolupat una teoria sobre la dinàmica de la gelosia basada en propietats tèrmiques. Va presentar la seva teoria en una de les seves conferències a l'IISc. Aleshores, Raman havia desenvolupat una teoria diferent i afirmava que la teoria de Born contradeia les dades experimentals. El debat va durar dècades.
En aquesta disputa, Born va rebre el suport de la majoria dels físics, ja que es va demostrar que la seva opinió era una millor explicació. Generalment es considerava que la teoria de Raman tenia una rellevància parcial. Més enllà del debat intel·lectual, la seva rivalitat es va estendre a nivell personal i social. Born va dir més tard que Raman probablement el pensava com un enemic. Malgrat l'evidència creixent de la teoria de Born, Raman es va negar a cedir. Com a editor de Current Science va rebutjar articles que donaven suport a la teoria de Born. Born va ser nominat diverses vegades al Premi Nobel específicament per les seves contribucions a la teoria de la xarxa, i finalment el va guanyar pels seus treballs estadístics sobre mecànica quàntica el 1954. El relat va ser escrit com un premi Nobel tardà.

### Autoritats índies
Raman tenia una aversió a l'aleshores primer ministre de l'Índia Jawaharlal Nehru i a les polítiques de Nehru sobre la ciència. En un cas, va trencar el bust de Nehru a terra. En un altre va trencar el seu medalló Bharat Ratna a trossos amb un martell, quan li va donar el govern de Nehru. Va ridiculitzar públicament Nehru quan aquest va visitar l'Institut de Recerca Raman el 1948. Allà van mostrar una peça d'or i coure contra una llum ultraviolada. En Nehru es va enganya creient que el coure que brillava més que qualsevol altre metall era or. Raman va dir ràpidament: «Senyor primer ministre, tot el que brilla no és or ».
En la mateixa ocasió, Nehru, va oferir a Raman assistència financera al seu institut, que Raman es va negar rotundament responent: «Certament no vull que això es converteixi en un altre laboratori del govern». Raman estava particularment en contra del control dels programes de recerca per part del govern, com ara l'establiment del Centre de Recerca Atòmica Bhabha (BARC), l'Organització de Recerca i Desenvolupament de Defensa (DRDO) i el Consell d'Investigació Científica i Industrial (CSIR). Es va mantenir hostil a les persones associades amb aquests establiments, com ara Homi J. Bhabha, SS Bhatnagar i el seu estudiant preferit, Krishnan. Fins i tot va definir programes com l'efecte Nehru-Bhatnagar. El 1959, Raman va proposar establir un altre institut de recerca a Madras. El govern de Madràs li va aconsellar que sol·licités fons al govern central. Però Raman va preveure clarament, com va respondre a C. Subramaniam, aleshores ministre d'Educació Financera a Madràs, que la seva proposta al govern de Nehru s'aconseguiria amb una negativa. Així va acabar el pla.
Raman va descriure les autoritats de l'AICC com un gran tamasha " (drama o espectacle) que continuava discutint temes sense acció. Pel que fa als problemes dels recursos alimentaris a l'Índia, el seu consell al govern va ser: «Hem de deixar de criar com els porcs i l'assumpte es resoldrà».

#### Acadèmia Índia de Ciències
L'Acadèmia de Ciències de l'Índia va néixer dels conflictes durant els procediments de proposta d'una organització científica nacional d'acord amb la Royal Society. El 1933, l'Associació del Congrés de Ciència de l'Índia (ISCA), en aquell moment la major organització científica, va planejar establir un organisme científic nacional, que estaria autoritzat per assessorar el govern en qüestions científiques. Sir Richard Gregory, aleshores editor de Nature, en la seva visita a l'Índia havia suggerit a Raman, com a editor de Current Science, establir una Acadèmia Índia de Ciències. Raman va opinar que hauria de ser una membres exclusivament índia en oposició al consens general que s'havien d'incloure membres britànics. Va resoldre que Com pot prosperar India Science sota la tutela d'una acadèmia que té el seu mateix consell de 30, 15 dels quals són britànics dels quals només dos o tres són prou aptes per ser becaris. L'1 d'abril de 1933, va convocar una reunió separada dels científics del sud de l'Índia. Ell i Subba Rao van renunciar oficialment a ISCA.
Raman va registrar la nova organització com a Acadèmia de Ciències de l'Índia el 24 d'abril al Registre de Societats. Va ser un nom provisional que es va canviar a Royal Society of India després de l'aprovació de la Royal charter. El govern de l'Índia no el va reconèixer com a organisme científic nacional oficial, com a tal, l'ICSA va crear una organització separada anomenada National Institute of Sciences of India el 7 de gener de 1935 (però va canviar de nou a l’Acadèmia Nacional de Ciències de l'Índia el 1970). INSA havia estat dirigida pels principals rivals de Raman, incloent Meghnad Saha, Bhabha, Bhatnagar i Krishnan.

#### Institut Indi de Ciència
Raman va ser acusat de desenvolupament esbiaixat en la física, mentre ignorava altres camps. No era diplomàtic amb altres col·legues, cosa que S. Ramaseshan, el seu nebot i posteriorment director de l'IISc, va recordar, dient: Raman va entrar allà com un toro en una botiga de porcellana. Volia investigar en física al nivell de les dels instituts occidentals, però a costa d'altres camps de la ciència. Max Born va observar: Raman va trobar un lloc adormit on una sèrie de persones molt ben pagades feien molt poca feina. A la reunió del Consell, Kenneth Aston, professor del Departament de Tecnologia Elèctrica, va criticar durament el reclutament de Born per Raman. Raman tenia tota la intenció de donar una posició completa de professor a Born. Aston fins i tot va fer un atac personal a Born referint-se a ell com algú que va ser rebutjat pel seu mateix país, un renegat i, per tant, un científic de segona categoria no apte per formar part de la facultat, i molt menys per ser el cap del departament de física.
El Consell de l'IISc va constituir un comitè de revisió per supervisar la conducta de Raman el gener de 1936. El comitè, presidit per James Irvine, director i vicerector de la Universitat de St Andrews, va informar al març que Raman havia fet un mal ús dels fons i havia desplaçat completament el centre de gravetat cap a la investigació en física, i també que la proposta de Born com a professor de Física Matemàtica (que ja va ser aprovat pel Consell el novembre de 1935) no era viable econòmicament. El Consell va oferir a Raman dues opcions, o bé renunciar a l'institut amb efectes a partir de l'1 d'abril o dimitir com a director i continuar com a professor de física; si no feia la tria, havia de ser acomiadat. Raman es va inclinar per la segona opció.

### La Royal Society
Raman mai semblava haver pensat molt en la Fellowship of the Royal Society. Va presentar la seva renúncia com a Fellow el 9 de març de 1968, que el Consell de la Royal Society va acceptar el 4 d'abril. No obstant això, el motiu exacte no es va documentar. Un dels motius podria ser l'objecció de Raman a la designació de subjectes britànics com una de les categories dels becaris. Particularment després de la independència de l'Índia, la Royal Society va tenir les seves pròpies disputes sobre aquesta qüestió.
Segons Subrahmanyan Chandrasekhar, The London Times havia fet una vegada una llista dels Fellows, en la qual es va ometre Raman. Raman va escriure i va demanar explicacions a Patrick Blackett, l'aleshores president de la societat. Estava abatut per la resposta de Blackett que la societat no tenia cap paper al diari. Segons Krishnan, una altra causa va ser una revisió desaprovadora que Raman va rebre sobre un manuscrit que havia enviat a les Actes de la Royal Society. Podrien haver estat aquests factors acumulats, tal com va escriure Raman a la seva carta de renúncia i va dir: «He pres aquesta decisió després d'una consideració acurada de totes les circumstàncies del cas. Demanaria que s'acceptés la meva renúncia i el meu nom s'eliminés de la llista. dels companys de la societat».

## Reconeixements
En honor seu s'anomenà l'asteroide (55753) Raman descobert el 13 de setembre de 1991 per Freimut Börngen i Lutz D. Schmadel.